# Jean Debuf (football)
Pour les articles homonymes, voir Jean Debuf.
Jean Debuf est un footballeur professionnel français, né le 27 mars 1948 à Lille. Il évoluait au poste de milieu de terrain.

## Carrière
- 1964-1965 :  Lille OSC (D1) : 1 match, 0 but[1]
- 1965-1966 :  Lille OSC (D1) : pas de matchs en équipe première
- 1966-1967 :  Lille OSC (D1) : 6 matchs, 0 but
- 1967-1968 :  AC Ajaccio (D1) : 13 matchs, 3 buts
- 1968-1969 :  Lille OSC (D2) : 28 matchs, 7 buts
- 1970-1971 :  AC Cambrai (D2) : 6 matchs, 3 buts